# Dyskografia Krisa Allena
Artykuł przedstawia całkowitą dyskografię zwycięzcy 8 sezonu American Idol Krisa Allena. Wokalista wydał dwa albumy studyjne, cztery single oraz trzy teledyski dzięki wytwórni Jive Records.

## Albumy studyjne
| 2007                                     | Brand New Shoes - wydany: 2007 - Wytwórnia: Independent - Format: CD, Samopublikowanie     | –  | –  | - sprzedaż USA: 600     |
| 2009                                     | Kris Allen - Wydany: 17 listopada 2009 - Wytwórnia: Jive/19 - Format: CD, digital download | 11 | 50 | - sprzedaż USA: 324,000 |
| "–" pozycja nie wydana bądź nie notowana |                                                                                            |    |    |                         |

## Single
| Rok                                      | Singel                          | Najwyższa pozycja | Najwyższa pozycja | Najwyższa pozycja | Najwyższa pozycja | Najwyższa pozycja | Najwyższa pozycja | Najwyższa pozycja | Najwyższa pozycja | Sprzedaż (U.S.) | Album                  |
| Rok                                      | Singel                          | USA               | USA AC            | USA Adult         | USA Pop           | USA Christ        | CAN               | UK                | NZ                | Sprzedaż (U.S.) | Album                  |
| ---------------------------------------- | ------------------------------- | ----------------- | ----------------- | ----------------- | ----------------- | ----------------- | ----------------- | ----------------- | ----------------- | --------------- | ---------------------- |
| 2009                                     | "No Boundaries"                 | 11                | 23                | –                 | –                 | –                 | 13                | 92                | –                 | 312,000         | American Idol Season 8 |
| 2009                                     | "Live Like We're Dying"         | 18                | 10                | 3                 | 10                | 21                | 41                | –                 | 18                | 1,605,000       | Kris Allen             |
| 2010                                     | "The Truth" (feat. Pat Monahan) | –                 | –                 | 17                | –                 | –                 | –                 | –                 | –                 | 91,000          | Kris Allen             |
| 2010                                     | Alright with Me                 | –                 | –                 | –                 | –                 | –                 | –                 | –                 | –                 | 39,000          | Kris Allen             |
| "–" pozycja nie wydana bądź nie notowana |                                 |                   |                   |                   |                   |                   |                   |                   |                   |                 |                        |

## Albumy digital
| Rok  | Album                          | USUS | Sprzedaż |
| ---- | ------------------------------ | ---- | -------- |
| 2009 | Season 8 Favorite Performances | 50   | 16,000   |

## Digital single
| 2009                                     | "Heartless"                | 16  | 29 | 39 | 304,000 | American Idol live performances |
| 2009                                     | "Ain’t No Sunshine"        | 37  | –  | 68 | 104,000 | American Idol live performances |
| 2009                                     | "Apologize"                | 66  | –  | –  | 59,000  | American Idol live performances |
| 2009                                     | "Falling Slowly"           | 94  | –  | –  | 38,000  | American Idol live performances |
| 2009                                     | "What’s Going On"          | 107 | –  | –  | 21,000  | American Idol live performances |
| 2009                                     | "To Make You Feel My Love" | 113 | –  | –  | 26,000  | American Idol live performances |
| 2010                                     | "Let It Be"                | 63  | –  | –  | 86,000  | singel charytatywny             |
| "–" pozycja nie wydana bądź nie notowana |                            |     |    |    |         |                                 |

### Teledyski
| Rok  | Utwór                   | Album      | Reżyser     |
| ---- | ----------------------- | ---------- | ----------- |
| 2009 | "Live Like We're Dying" | Kris Allen | Marco Puig  |
| 2010 | "The Truth"             | Kris Allen | Aaron Platt |
| 2010 | "Alright With Me"       | Kris Allen | N/A         |